# Golek pri Vinici
Golek pri Vinici je naselje u slovenskoj Općini Črnomelju. Golek pri Vinici se nalazi u pokrajini Dolenjskoj i statističkoj regiji Jugoistočnoj Sloveniji. 

## Stanovništvo
Prema popisu stanovništva iz 2002. godine naselje je imalo 55 stanovnika.